# AwesomenessTV
AwesomenessTV  è una sitcom americana creata da Brian Robbins.

## Episodi
| Stagione         | Episodi | Prima TV originale | Prima TV Italia |
| ---------------- | ------- | ------------------ | --------------- |
| Prima stagione   | 20      | 2013               | inedita         |
| Seconda stagione | 20      | 2014-2015          | inedita         |